# Saint Clement (Jersey)
Saint Clement (Jèrriais: St Cliément) ist eine der zwölf Gemeinden (Parishes) von Jersey. Die Gemeinde liegt im Südosten der Insel. Sie umfasst 2440 vergées (4 km², 4 % der Landfläche von Jersey) und ist damit die flächenmäßig kleinste der Jersey-Gemeinden. Im Gegenzug führt dies dazu, dass ihre Bevölkerungsdichte an zweiter Stelle nach St. Helier liegt.
Nachbargemeinden sind Saint Saviour im Westen und im Nordwesten, im Norden und Nordosten  grenzt sie an Grouville. Im Süden hat die Gemeinde eine Grenze an der Bucht von St. Aubin (englisch: St. Aubin’s Bay), die von Le Dicq bis zum Hafen von La Rocque reicht. Durch die Grenze zu St. Helier ist die Gemeinde im Westen stark verstädtert und trägt baulich die Züge eines Vorortes.

## Geschichte
Ein Großteil des Gemeindegebietes liegt unter der Tidelinie und wurde häufig überflutet, bevor der Damm von Le Dicq gebaut wurde. Großfluten von 1688, 1796 und 1812 rissen z. B. die Küstenstraße hinweg und führten dazu, dass sie jeweils weiter im Inland gebaut werden musste. Aus diesem Grund sind im Wattgebiet vor St. Clement in Greve d'Azette Teile der früher dort befindlichen Wälder noch unterhalb des Meeresspiegels konserviert.
1172 wurde bereits von einer Kapelle berichtet und eine Pfarrei dort bereits existierte. Im 16. und 17. Jahrhundert glaubte man, dass die Gemeinde ein Zentrum der Hexerei sei und Hexen sich zu ihren Hexensabbat an Freitagen auf dem Rocque Berg (heute bekannt als Witches Rock, deutsch Hexenberg) träfen.
Nach der Aufhebung des Ediktes von Nantes durch das Edikt von Fontainebleau 1685 siedelten sich, wie das Kirchenregister nachweist, zahlreiche französische Protestanten in Saint Clement an. Im 18. Jahrhundert verstädterte Saint Clement von Westen beginnend zunehmend durch das allgemeine Bevölkerungswachstum, vor allem von St. Helier ausgehend.

## Sehenswürdigkeiten

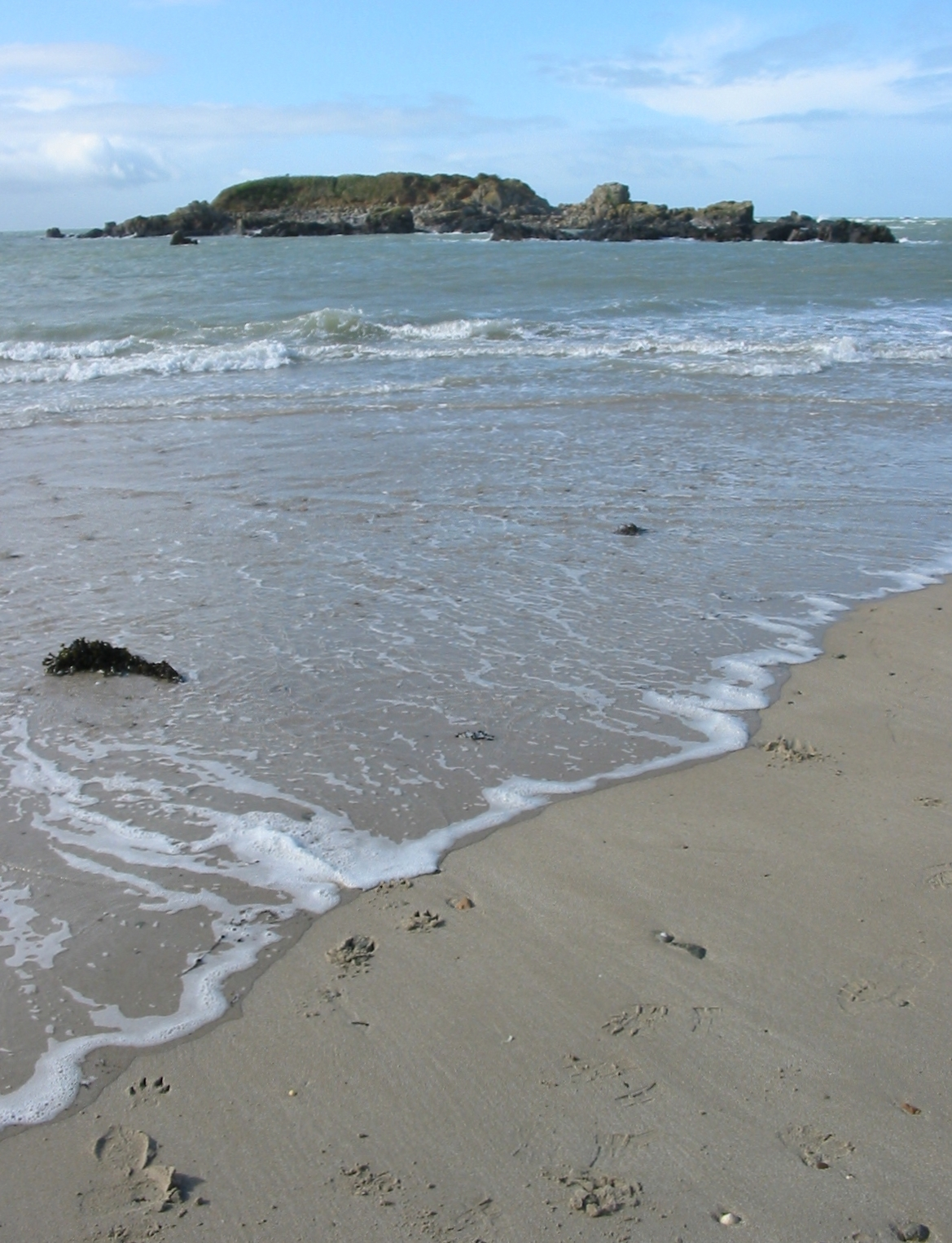
La Motte ist sowohl eine Gezeiteninsel, als auch eine archäologische Fundstätte

Das gesamte Wattgebiet mit seiner felsigen Zerklüftung vor Saint Clement ist Teil eines Ramsar-Gebietes, das unter den Schutz der Ramsar-Konvention von 1971 zum Schutz von Feuchtgebieten gestellt wurde.
Der Le Hocq Tower wurde 1778 als ein Küstenverteidigungsturm gebaut, als sich Frankreich mit den amerikanischen Kolonien im Amerikanischen Unabhängigkeitskrieg gegen Großbritannien verbündete. Der Seymour Tower, gebaut 1792 ebenfalls zur Küstenverteidigung, befindet sich ca. drei Kilometer außerhalb der Küstenlinie und befindet sich auf einem der größten Gezeitenriffs in der Welt. Dieser Turm kann unter besonderen Bedingungen als Übernachtungsplatz gemietet werden.
Von den Dolmen von Mont Ubé wird angenommen, dass sie von der vorkeltischen Volksgruppe der Iberer etwa 3000 v. Chr. angelegt wurden. Von den Resten eines Friedhofes auf La Motte (Green Island) wird angenommen, dass sie von späteren Siedlungsjahren stammen. Neolithische Cairns wurden bei dessen Untersuchungen ebenfalls entdeckt.
Samarès Manor (Jèrriais: Mangni d'Sanmathès), ein Herrenhaus im Vingtaine de Samarès mit mittelalterlichen original erhaltenen Teilen, ist der traditionelle Wohnsitz des Seigneur de Samarès. Der Garten von Samarès Manor ist als Botanischer Garten angelegt und der Öffentlichkeit zugänglich. Der Name Samarès steht für ein alt-französisches Wort, das Salzwiese oder Marschland bedeutet und damit den Bodentyp, der sich hier in den niedrig liegenden Gebieten überwiegend befindet (oder befand), bezeichnet.

## Bevölkerungsentwicklung
Historische Populationen:
- 1991: 7393
- 1996: 7986
- 2001: 8196
- 2011: 9221[3]

## Politik
Die Gemeinde ist in drei Gemeindeteile (vingtaines) eingeteilt:
- La Grande Vingtaine
- La Vingtaine du Rocquier
- La Vingtaine de Samarès

St. Clement bildet einen Wahlbezirk und wählt zwei Abgeordnete.
Alle Gemeinden von Jersey, demzufolge auch Saint Clement, haben eine Ehrenpolizei aus freiwilligen Mitgliedern, die polizeiähnlich organisiert bestimmte Rechte besitzen.
Der Sitz der Gemeindeverwaltung ist die Parish Hall in Le Hocq. Das Gebäude ist das neueste Gemeindegebäude der zwölf Gemeinden von Jersey.
Eine Partnerschaft besteht mit Cancale in der Bretagne (Frankreich).

## Bildung

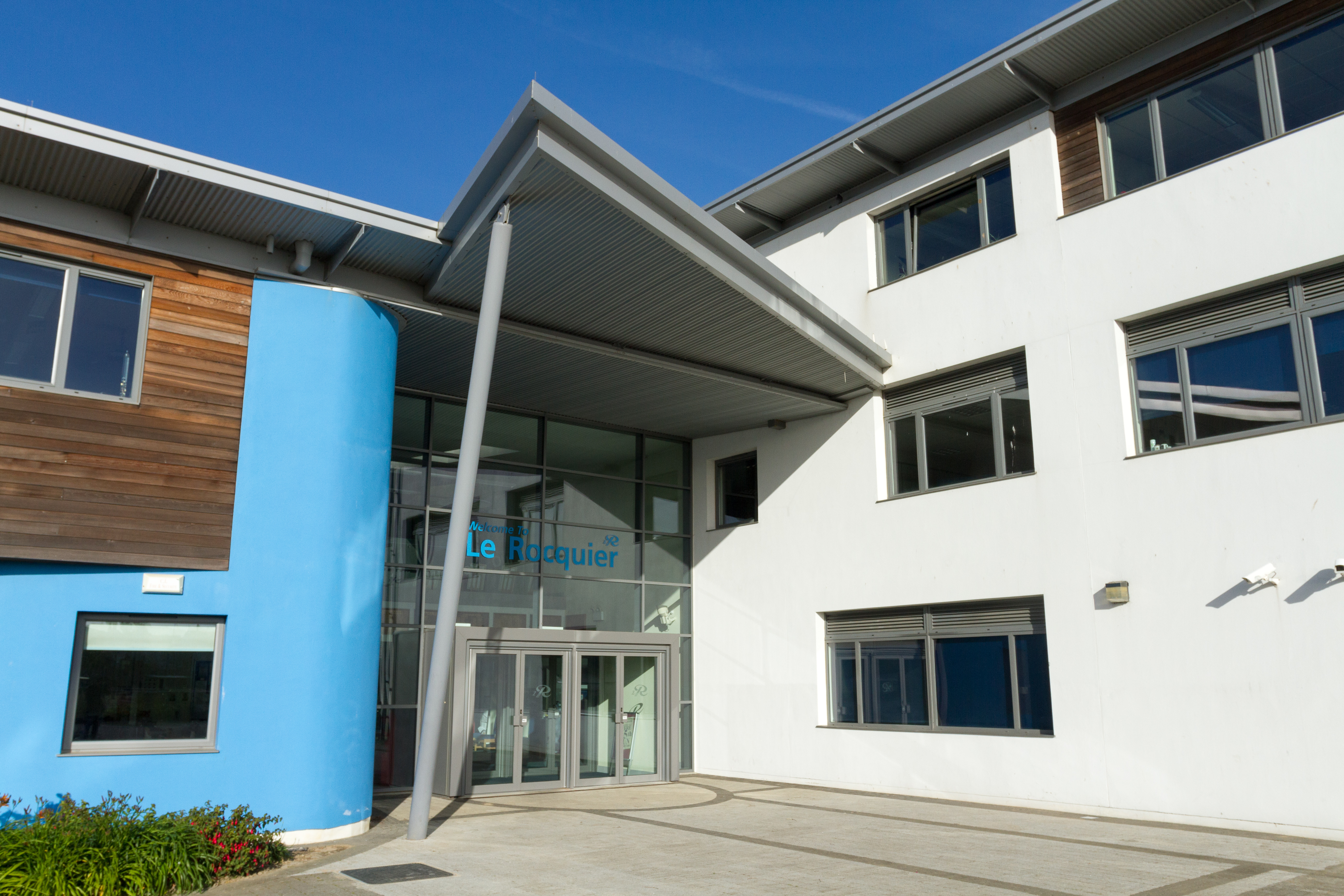
Die Le-Rocquier-Sekundarschule

Saint Clement verfügt mit Samarès und St. Clement über zwei staatliche Grundschulen, denen beiden jeweils eine Kinderkrippe (nursery) angeschlossen ist. St. Christopher ist eine weitere Grundschule auf dem Gemeindegebiet, die jedoch privat geführt wird. Daneben gibt es mit der Le Rocquier-Schule eine staatliche weiterführende Schule (secondary school, Sekundarschule).

## Kirchen
Die Gemeindekirche von Saint Clement, die Parish Church, eine anglikanische Kirche, geht  in ihrer Bausubstanz bis ins 11. Jahrhundert zurück (Ecclesia Sancti Clemtentis de Petravilla in Gersuis, so ihre lateinische Bezeichnung) und wurde 1880–1882 unter Einbeziehung der alten Substanz umgebaut und restauriert. Weitere Veränderungen folgten dann im 20. Jahrhundert. Zur Parochie gehört auch die St. Nicholas Church, die 1927 in der Nähe der Bucht von Greve D'Azette als Missionskirche erbaut wurde und zunächst eigenständig war, bevor sie 1942 der Parish Church angegliedert wurde.
Eine katholische Kirche, die St. Patrick’s Roman Catholic Church, ist in Samarès zu finden.
Nach über 100 Jahren des Gemeindedienstes schloss 2012 die Methodistenkirche von St. Clement für Gottesdienste, die Gemeinde hatte nur noch zwölf Mitglieder. Sie ist zu einem Begegnungszentrum umgebaut worden.

## Persönlichkeiten
Nach dem Staatsstreich durch Napoléon III. 1851, gegen den er sich aufgelehnt hatte,  wurde Victor Hugo verbannt und ließ sich im damals ausschließlich französischsprachigen Jersey, und zwar in Marina Terrace in St. Clement nieder. Er schrieb hier 1853 eine Gedichtsammlung Les Châtiments (Züchtigungen). Der Connétable von St. Clement veranlasste die Ausweisung von Hugo, weil er sich kritisch über die die britische königliche Familie in seinen Briefen geäußert hatte. Hugo verließ nach drei Jahren Jersey und ließ sich auf Guernsey nieder, bevor er 1871 wieder nach Frankreich zurückkehren konnte.

## Fotogalerie

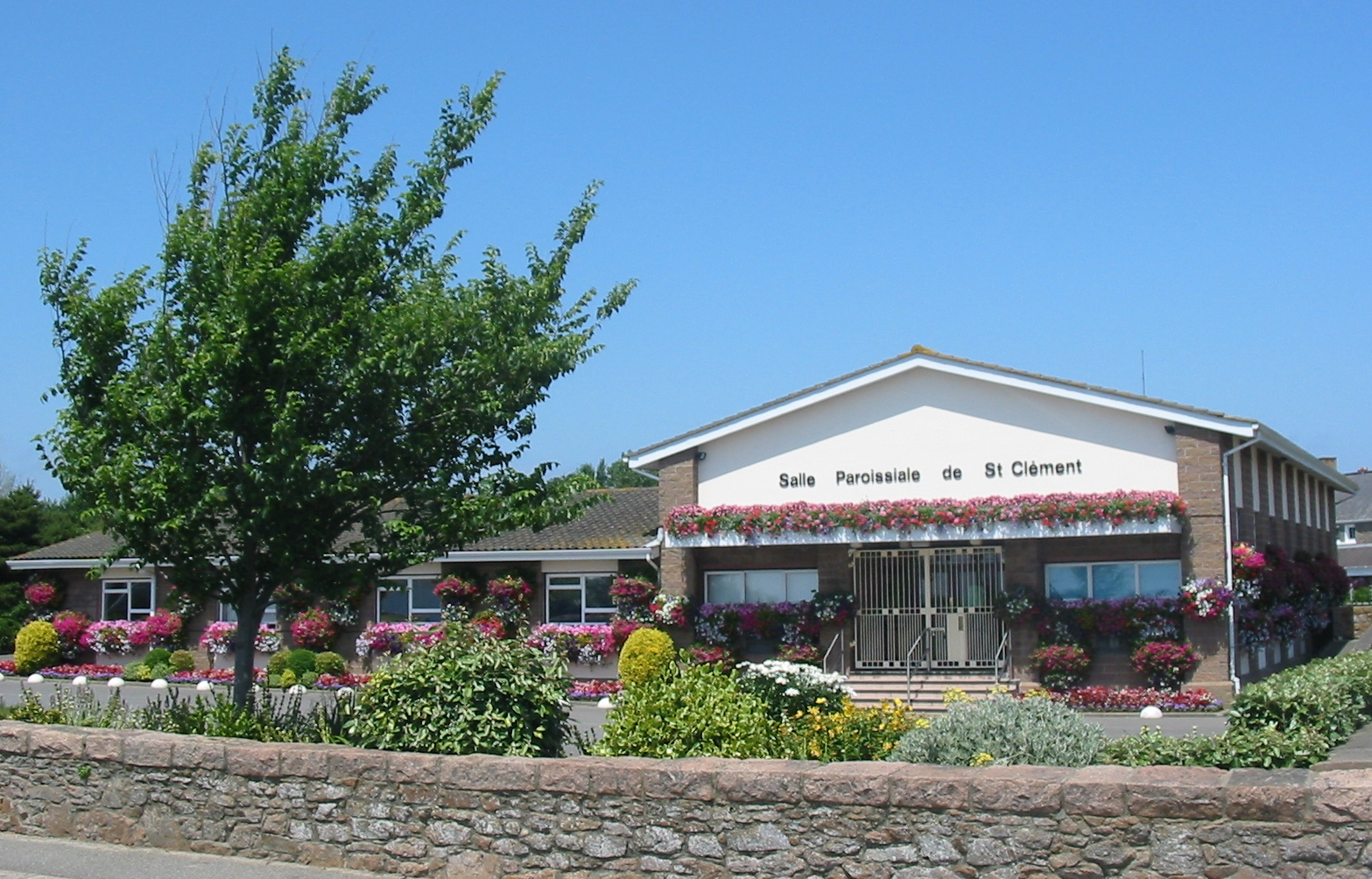
Die Gemeindeverwaltung von St. Clement ist das modernste Gebäude aller Gemeindeverwaltungen von Jersey
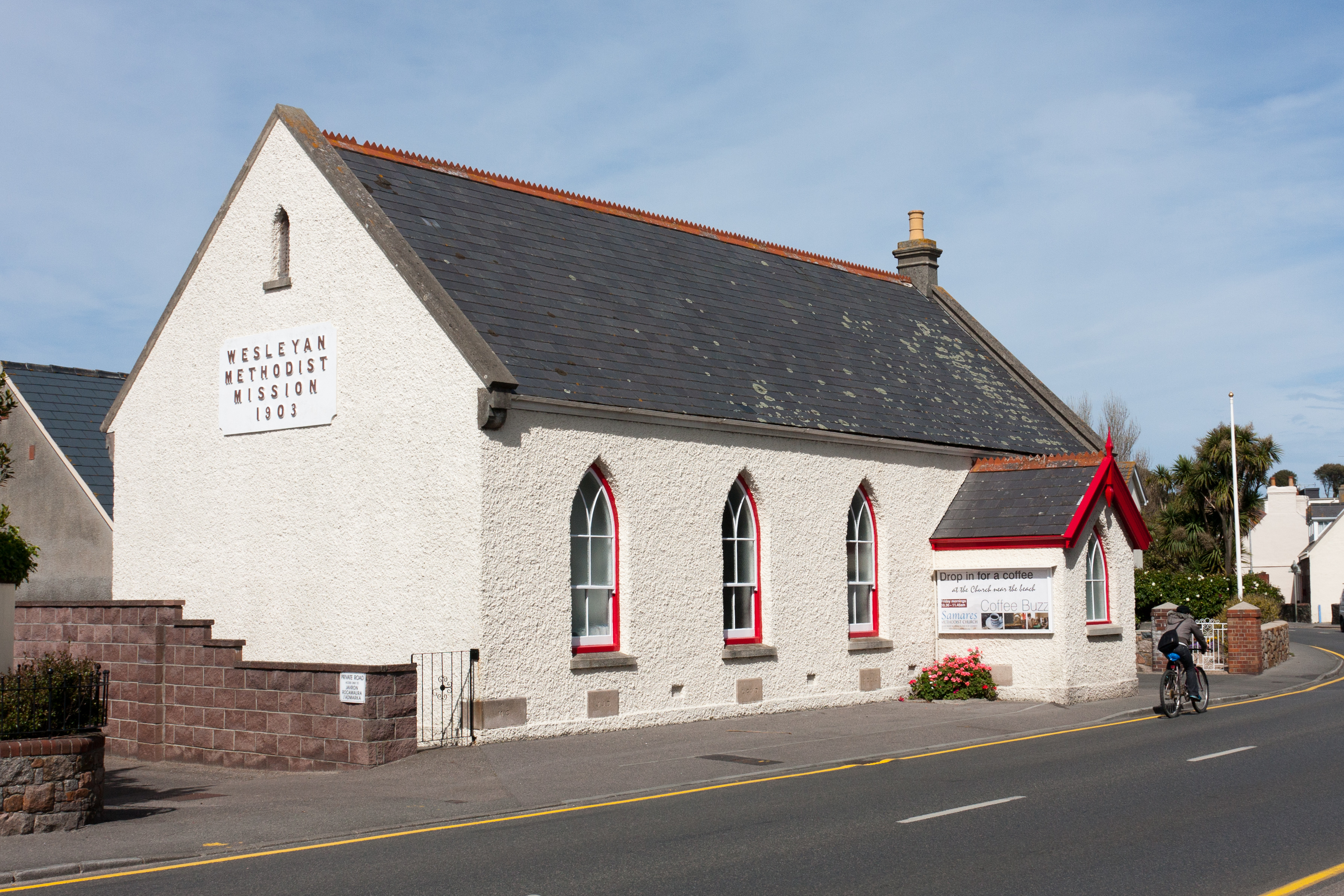
Die ehemalige Methodistenkirche von Samarès
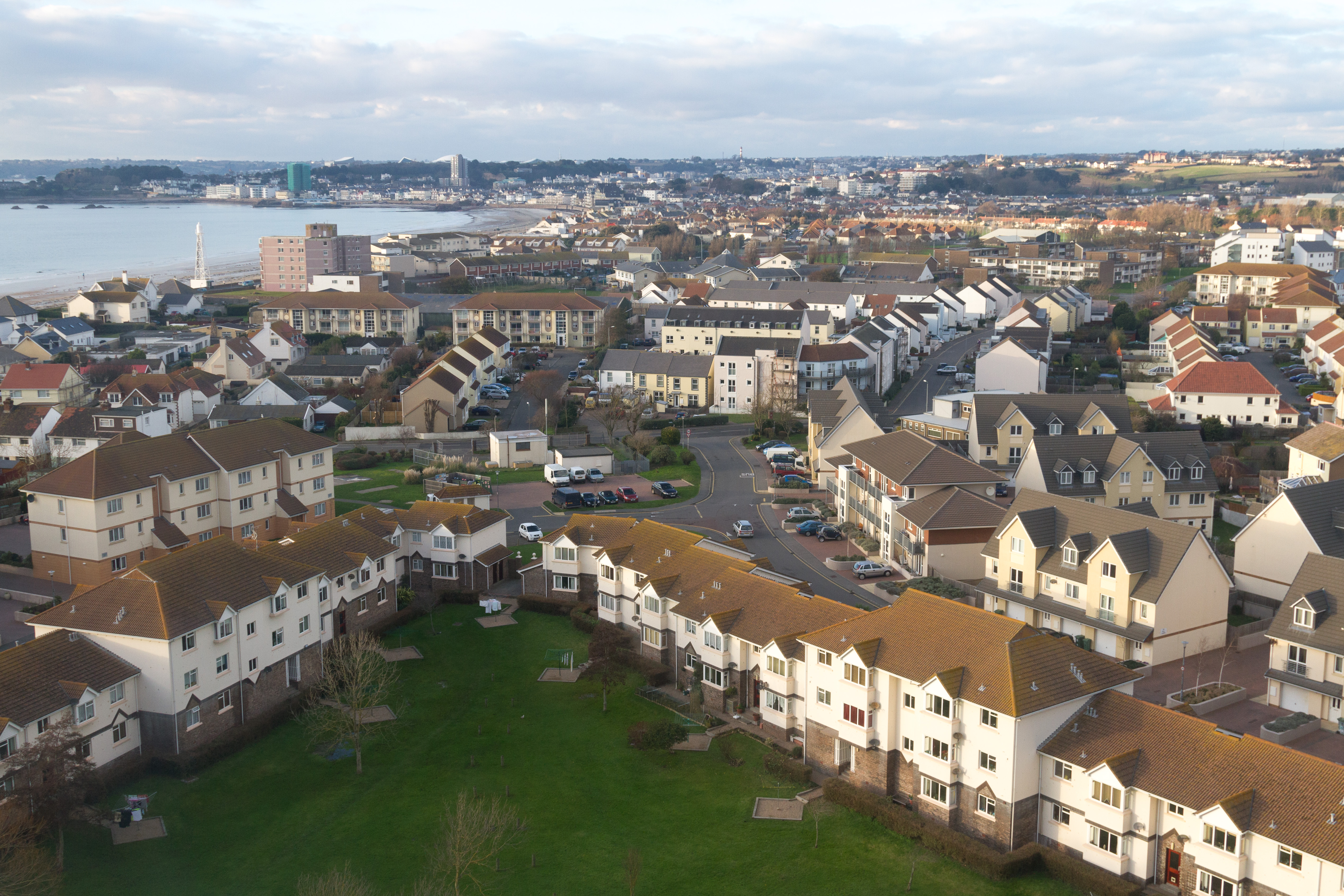
Häuser in der Gemeinde St. Clement